# Teatro Bellini (Napoli)
(Detto popolare napoletano)
Il Teatro Bellini è un teatro stabile privato di Napoli.

## Storia
Nel 1864 l'avvocato napoletano barone Nicola Lacapra Sabelli commissionò all'architetto Carlo Sorgente la realizzazione di un teatro in quella che è l'attuale via Vincenzo Bellini, nell'ambito della cosiddetta bonifica delle Fosse del Grano, un piano di ristrutturazione urbanistica della zona comprendente il Museo Nazionale, Port'Alba e il Conservatorio di San Pietro a Maiella, dove in quegli stessi anni furono costruite anche l'Accademia delle Belle Arti e la Galleria Principe di Napoli. L'architetto realizzò un teatrino a pianta circolare, con un solo ordine di palchetti e due ordini a loggia continua, capace di ospitare 1200 spettatori; fu inaugurato il 13 novembre 1864 con l'esibizione del Circo Guillaume (della famiglia di Tontolini), e fino al 1869 ospitò soprattutto spettacoli circensi ed equestri e qualche rappresentazione lirica.

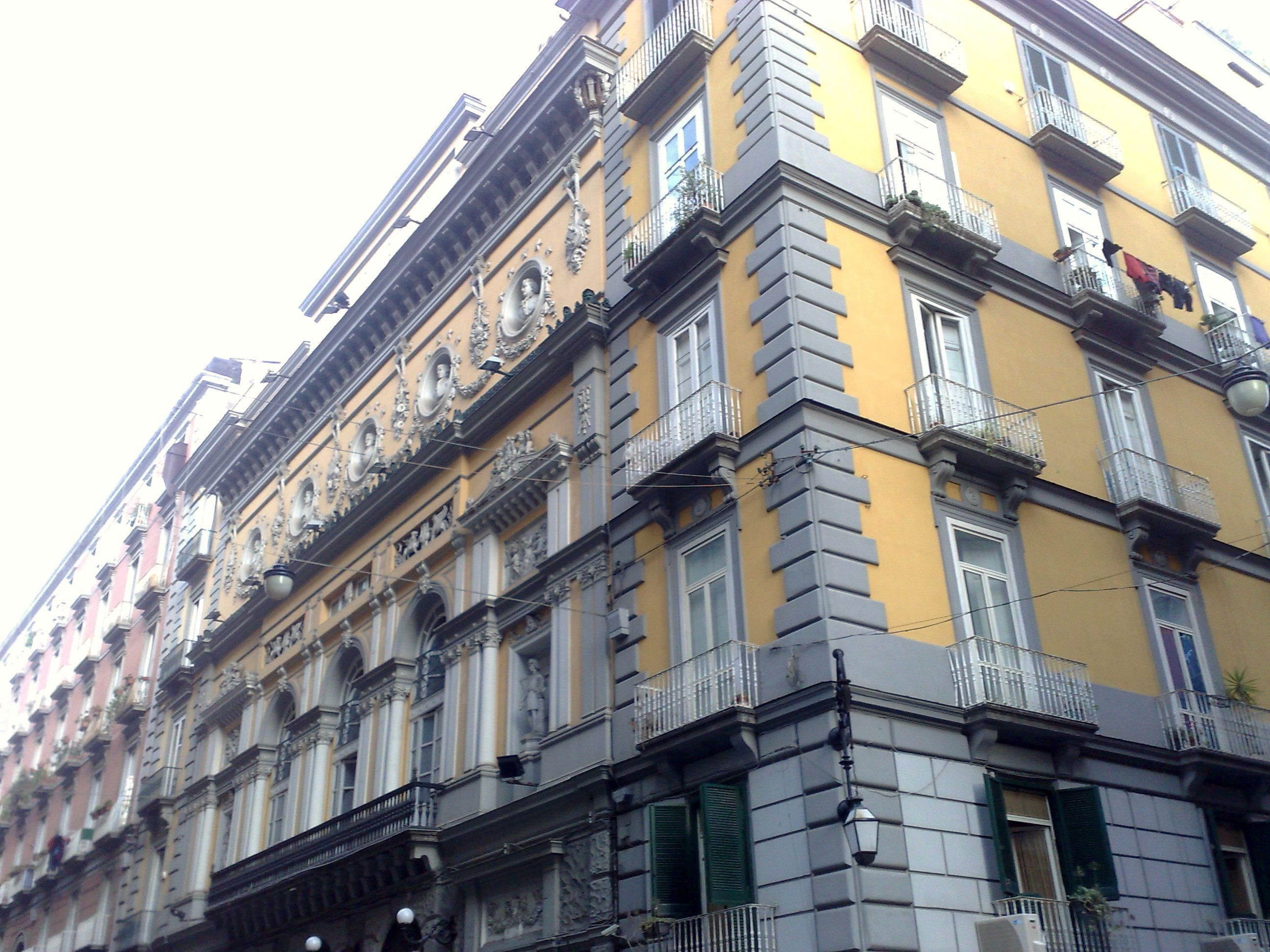
Particolare della facciata esterna

Negli anni successivi il barone Lacapra Sabelli, che intanto era stato eletto deputato del Regno nel collegio di Vasto e tralasciò l'avvocatura per fare l'impresario, volle ampliare il teatro e sistemarlo per rappresentarvi soprattutto opere liriche, e chiese all'architetto Sorgente di ristrutturarlo ispirandosi all'Opéra-Comique di Parigi. Nacque così un teatro con pianta a ferro di cavallo, cinque ordini di palchi e un ordine a loggia continua, decorazioni di Giovanni Ponticelli, Pasquale Di Criscito e Vincenzo Paliotti, e il ritratto a olio di Vincenzo Bellini di Vincenzo Migliaro, posto tra due figure alate al centro dell'arcoscenico. L'inaugurazione si tenne nell'autunno del 1878 con la messa in scena de I puritani dello stesso Bellini, cui il teatro fu dedicato. Nel 1879 il teatro ospitò la prima italiana della Carmen di Bizet. 

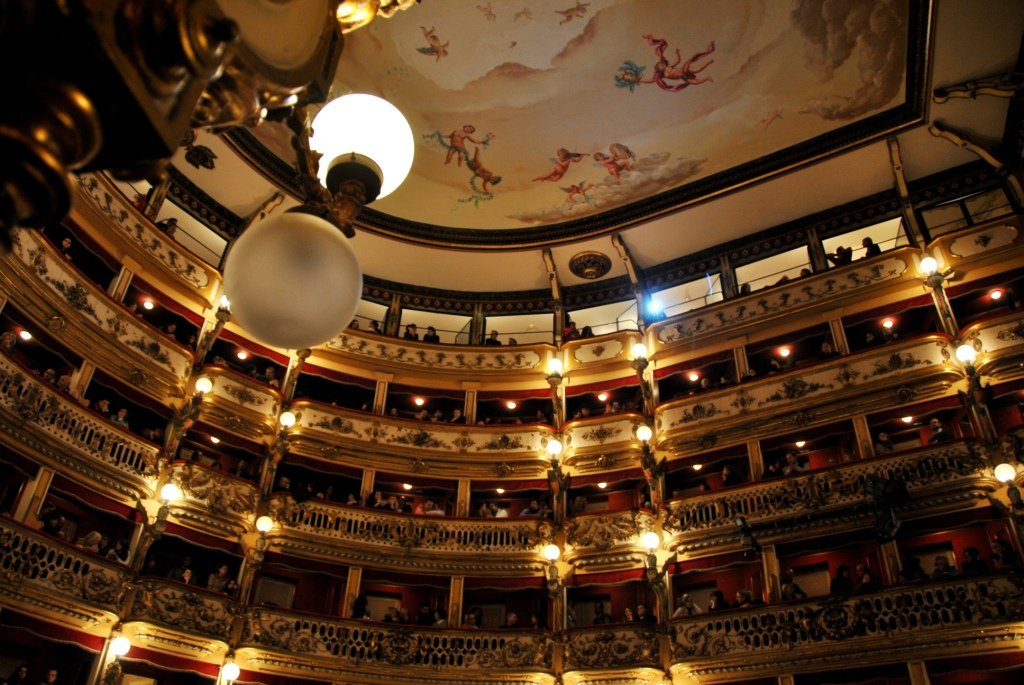
Interno del teatro

Il teatro visse anni di grande splendore, ma nel dopoguerra andò incontro ad un inesorabile declino. Nel 1962 vi fu rappresentato l'ultimo spettacolo, un Masaniello con Nino Taranto; l'anno dopo, a quasi un secolo dalla fondazione, chiuse, o meglio diventò un cinema di bassa lega, con i palchi un tempo nobili trasformati in squallide alcove di amori furtivi.
Nel 1986 il teatro fu acquisito da Tato Russo, che ne fece la sede della propria compagnia nell'intento di riportarlo agli antichi fasti. La nuova inaugurazione ci fu nel 1988, con la rappresentazione de L'Opera da tre soldi di Bertolt Brecht, che diede inizio ad una serie di fortunate stagioni teatrali. Tato Russo ha svolto il ruolo di direttore artistico del Teatro Bellini per 21 anni e lo ha riportato al rango di Istituzione culturale producendo numerosi allestimenti. Sotto la sua direzione, il teatro ha visto in scena i più importanti artisti italiani e internazionali.
Nel 2010 la gestione è passata ai figli dell'artista.